# فيلومينا إمبالو
فيلومينا أراوجو إمبالو (مواليد 1956) روائية من غينيا بيساو وولدت في أنغولا، وهي أول امرأة في غينيا بيساو تنشر رواية.

## سيرة شخصية
ولدت فيلومينا إمبالو في لواندا بأنغولا عام 1956 لأبوين من الرأس الأخضر. انتقلت إلى غينيا بيساو في سن المراهقة عام 1975 وحصلت على الجنسية هناك. ثم درست فيلومينا الاقتصاد في جامعة ريمس في فرنسا. وهي حاصلة على درجة الدكتوراه.
أدت الحرب الأهلية في غينيا بيساو 1998-1999 إلى دخول فيلومينا في أزمة هوية،  والتي تستكشفها في روايتها الأولى «تيارا» والتي نُشرت عام 1999. وهي أول رواية تنشرها امرأة من غينيا بيساو، تتعامل «تيارا» مع تداعيات الاستعمار في بلد أفريقي خيالي. تم نشرها من قبل معهد كاموس في موزمبيق.
قامت فيلومينا التي تكتب باللغة البرتغالية، بنشر مجموعة قصصية بعنوان «كارتا أبيرتا» في عام 2005 ومجموعة شعرية بعنوان «كوراساو كاتيفو» في عام 2008. كما كتبت مقالات في مجلات وصحف حول الاقتصاد والأدب في غينيا بيساو.
فيلومينا مناضلة شغوفة بحقوق المرأة في غينيا بيساو. عملت كموظفة حكومية في الداخل والخارج،  وفيمنظمات غير حكومية بما في ذلك الاتحاد اللاتيني قبل حله في عام 2012، وكدبلوماسية أيضا.